# El Caracol, Chiapas
El Caracol är en ort i Mexiko.   Den ligger i kommunen Reforma och delstaten Chiapas, i den sydöstra delen av landet, 600 km öster om huvudstaden Mexico City. El Caracol ligger 50 meter över havet och antalet invånare är 244.
Terrängen runt El Caracol är platt. Runt El Caracol är det ganska glesbefolkat, med 27 invånare per kvadratkilometer. Närmaste större samhälle är Cárdenas, 18,5 km norr om El Caracol. Omgivningarna runt El Caracol är en mosaik av jordbruksmark och naturlig växtlighet.